# Andréas Speich
Pour les articles homonymes, voir Speich.
Andréas Speich est l'ancien directeur de la forêt de Zurich, il est connu pour ses théories sur la gestion durable des forêts utilisant des bio-automatismes dans la technique dite du semis direct, ce qui le rend proche de forestiers comme Akira Miyawaki ou d'écoles de sylvicultures telles que Prosilva.
Il a ainsi œuvré pour la conservation d'une "ceinture verte" autour de Zurich (restauration et préservation de forêts, réserves naturelles).

## Éléments de biographie
Ingénieur forestier EPF/SIA de formation, A Speich a été directeur de la forêt de Zurich et a été consultant en Europe (Euroconsultant) et en Afrique sur le thème de la restauration d'écosystèmes naturels. 